# Relações internacionais da Nigéria
Desde a independência, com o Jaja Wachuku como o primeiro Ministro dos Negócios Estrangeiros e Relações da Comunidade, depois chamados Assuntos Externos, política externa da Nigéria foi caracterizada por um foco na África e pelo anexo a vários princípios fundamentais: